# Division des études des voitures de la SNCF
Pour les articles homonymes, voir DEV.
La Division des études des voitures de la SNCF, plus connue sous l'acronyme de DEV, est née de la dissolution de l'OCEM en 1938. Elle était chargée de concevoir les futures voitures voyageur de la jeune SNCF en reprenant des projets des anciennes compagnies ou en créant de nouveaux projets. Ses premières réalisations datent de 1946.
On lui doit entre autres :
- les voitures DEV déclinées en deux séries bien distinctes ;
- les voitures U46 d'embranchement ;
- les voitures USI ;
- les voitures UIC.